# النا لیاشنکو
النا لیاشنکو (اوکراینی: Олена Анатоліївна Ляшенко؛ زادهٔ ۸ سپتامبر ۱۹۷۶) اسکیت‌باز نمایشی اهل اوکراین است. وی در ۴ دوره از المپیک حضور داشته و از اسکیت‌بازان نمایشی در بازی‌های المپیک زمستانی ۱۹۹۴، ۱۹۹۸، ۲۰۰۲ و ۲۰۰۶ بوده‌است.

## زندگی
لیاشنکو در کی‌یف زاده شد.